# 2438 Oleshko
2438 Oleshko (1975 VO2) là một tiểu hành tinh vành đai chính được phát hiện ngày 2 tháng 11 năm 1975 bởi T. Smirnova ở Nauchnyj.